# Obama (Fukui)
Obama (小浜市 Obama-shi?) es un ciudad japonesa de la prefectura de Fukui.

## Historia
Obama se desarrolló como un puerto marítimo con conexiones con el continente asiático incluso antes del comienzo de la historia escrita en Japón, y se han encontrado artefactos de China en tumbas locales del período Kofun. Desde el período Asuka y el período Nara, la sal y el marisco del área de Obama se suministraron a la dinastía de Yamato, y bajo el sistema Ritsuryō, Obama fue la capital de la provincia de Wakasa. Muchos templos y restos culturales de los períodos Nara y Heian se encuentran en el área de Obama, y la ciudad se etiqueta a sí misma como "Nara junto al mar" en sus promociones turísticas. Como resultado de su ubicación en el área de la provincia de Wakasa, por donde pasaban los viajeros cuando viajaban entre China y Kioto, el área estuvo influenciada por la cultura de China durante un largo período. Hay muchas casas y edificios en el área de Sancho-machi del pueblo cuyo diseño fue influenciado por el comercio con China continental.
En el período Edo, Obama era el Jōkamachi del Dominio de Obama bajo el Shogunato Tokugawa y estaba gobernado por una rama del influyente 
Clan Sakai. La ciudad siguió siendo un puerto importante para el comercio costero de kitamaebune y fue el punto de partida de la Saba-kaidō ("carretera de la caballa") que conecta el mar de Japón con Kioto.
Con el establecimiento del sistema de municipios moderno el 1 de abril de 1889, se fundó el pueblo de Obama. Fue elevado a la categoría de ciudad el 30 de marzo de 1951 después de fusionarse con los municipios circundantes.
Obama es uno de los lugares donde los agentes norcoreanos que secuestraron a los ciudadanos japoneses el 7 de julio de 1978.

## Turismo
La ciudad apoyó en 2008 la candidatura de Barack Obama, lo que ha tenido un efecto positivo en su turismo.
Fue también incorporada en el juego Samurai Shodown IV, lo cual aumentó su popularidad a nivel mundial.

### Lugares de interés
En Obama se encuentra el templo Kūin (空印寺, Kūin-ji) en cuya proximidad se halla una cueva donde murió Yao Bikuni.

## Ciudades hermanas
- Gyeongju, desde 1977

## Ciudades y municipios vecinos
- Wakasa
- Takashima

## Literatura
- Isao Soranaka: Obama: The Rise and Decline of a Seaport. En: Monumenta Nipponica, Jg. 52, Nr. 1, 1997. ISSN 0027-2741, págs. 85-102.